# Xiyunykus

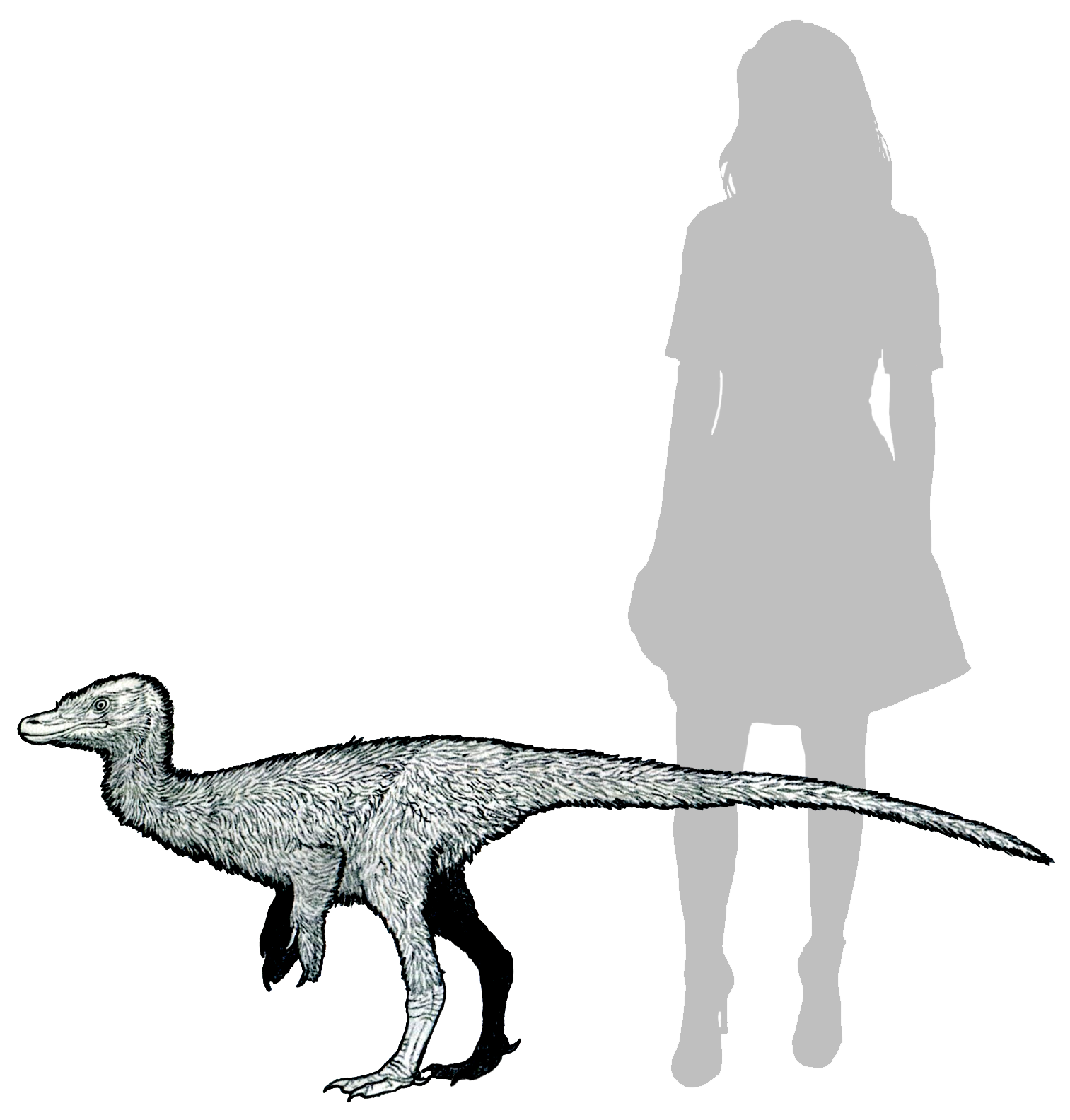
Xiyunykus pengi

Xiyunykus pengi is een theropode dinosauriër, behorend tot de Maniraptora, die tijdens het vroege Krijt leefde in het gebied van de huidige Volksrepubliek China.

## Vondst en naamgeving
In 2005 ontdekte Yu Tao in Xinjiang, in de streek Wucaiwan die geologisch deel uitmaakt van het Junggarbassin, een skelet van een kleine theropode. Het werd opgegraven door Wang Haijun en Hao Jianqiang.
In 2018 werd de typesoort Xiyunykus pengi benoemd en beschreven door Xu Xing, Jonah Choiniere, Tan Qingwei, Roger B.J. Benson, James Clark, Corwin Sullivan, Zhao Qi, Han Fenglu, Ma Qingyu, He Yiming, Wang Shuo, Xing Hai en Tan Lin. De geslachtsnaam is een combinatie van het Mandarijn Xi yu, de "westelijke streken", een verwijzing naar Centraal-Azië, en een verbastering van het Oudgrieks onyx, "klauw", een gebruikelijk achtervoegsel in de namen van alvarezsauriërs sinds Mononykus. De soortaanduiding eert de geoloog professor Peng Xiling die de stratificatie van het vondstgebied in kaart bracht.
Het holotype, IVPP V22783, is gevonden in een laag van de Tugulugroep die vermoedelijk dateert uit het Barremien-Aptien. Het bestaat uit een gedeeltelijk skelet met schedel. Het omvat het linkervoorhoofdsbeen, de hersenpan, een rechterdentarium, rechtersurangulare en linkerangulare van de onderkaak, wervels van de nek, rug en staart, nekribben, ribben, buikribben, de linkerschoudergordel, een linkeropperarmbeen, de rechterellepijp en delen van beide onderbenen inclusief voeten. Het skelet lag niet in verband. Het betreft een jongvolwassen individu dat nog niet was uitgegroeid. De botstructuur wijst op een leeftijd van negen jaar.

## Beschrijving

### Grootte en onderscheidende kenmerken
Het holotype van Xiyunykus betreft een individu van anderhalf à twee meter lengte. Zijn gewicht is geschat op vijftien kilogram.
De beschrijvers stelden een aantal onderscheidende kenmerken vast. Het gaat om autapomorfieën, afgeleide unieke eigenschappen waarin Xiyunykus afwijkt van andere Alvarezsauria. De tubera basilaria, aanhangsels van de onderste hersenpan, zijn groot en bevinden zich geheel op het basioccipitale. De recessus basisphenoideus, een uitholling op de achterste onderzijde van de hersenpan, ligt ten dele op het basioccipitale en bezit meerdere diepere uithollingen. Het dolkvormig uitsteeksel op de voorste hersenpan heeft een slecht verbeende bovenrand, met een rafelige overgang naar de kraakbeenplaat, die in zijaanzicht evenwijdig loopt aan de onderrand. Alle voorste en middelste halswervels hebben twee horizontaal georiënteerde pneumatische groeven op het midden van iedere zijkant. Alle voorste halswervels hebben aan iedere zijde van het wervellichaam een opvallende bult op de onderste zijrand. Alle achterste halswervels hebben per zijde een groeve aan de binnenzijde van de epipofyse, een uitsteeksel op de basis van het achterste gewrichtsuitsteeksel. Alle halswervels hebben op de achterzijde van het wervellichaam en de bovenzijde van de wervelboog verschillende diepe uithollingen boven het ruggenmergkanaal. Het schouderblad heeft direct vóór het schoudergewricht een diepe gekromde groeve op de buitenzijde. Het schouderblad heeft een lange diepe groeve langs de achterrand van de onderste helft, als het bot schuin omhoog gedacht wordt. Het dijbeen heeft een scherpe korte groeve op de buitenzijde van het onderste uiteinde. Het scheenbeen heeft een diepe groeve op de achterste lob van het bovenvlak.
Daarnaast verschilt Xiyunykus van de mogelijke zustersoort Tugulusaurus. Bij de voorste middelste staartwervels beslaan de wervelbogen bijna de hele lengte van het wervellichaam in plaats van alleen het voorste twee derden deel. De voorste middelste staartwervels zijn hoger dan overdwars breed in plaats van omgekeerd. De middelste staartwervels missen een duidelijke groeve op het ondervlak. De achterste gewrichtsfacetten van de centra van de staartwervels hebben een rechthoekig in plaats van rond profiel. De achterkant boven het onderste uiteinde van het dijbeen is vlak in plaats van een trog begrensd door twee beenstijlen. De achterste groeve tussen de onderste gewrichtsknobbels van het dijbeen is wijd. De buitenste onderste gewrichtsknobbel van het dijbeen is breder dan de binnenste in plaats van omgekeerd. Onder de bult op de beenstijl naar de buitenste onderste gewrichtsknobbel van het dijbeen bevindt zich een rechte groeve in plaats van een schuine. De buitenste onderste verbreding van het scheenbeen heeft een relatief rechte buitenrand in plaats van een opvallende halfronde verbreding.

### Skelet
De kop is laag en langwerpig. De lengte ten opzichte van het lichaam is relatief groot, niet vogelachtig gereduceerd als bij latere verwanten. Voor zover bekend lijkt de schedel van Xiyunykus sterk op die van de basalere Haplocheirus. Meer afgeleide kenmerken zijn echter het voorkomen van een richel op de onderzijde van het dolkvormig uitsteeksel en een grote naar boven en binnen uitstekende plaat op het retroarticulair uitsteeksel van de onderkaak.
De wervelkolom lijkt op die van de Alvarezsauridae. De halswervels zijn sterk opisthocoel, met een voorste bolling die de nek erg beweeglijk maakt. In de voorste rug is dat minder. De staart is basaal amficoel en de wervels missen daar een lengtetrog op de onderzijde.
Ook de schoudergordel is basaal door een lang schouderblad. Het ravenbeksbeen heeft een kleine piramidevormige bult en is dus niet speciaal aangepast aan een gravende beweging van de arm. Hetzelfde geldt voor het opperarmbeen dat niet erg robuust is, een kleine binnenhoek heeft en naar beneden uitstekende gewrichtsknobbels. Bij de ellepijp echter is de processus olecrani al naar boven uitstekend en zijdelings afgeplat.
Ook de achterpoot is vrij normaal. Het onderste uiteinde van de schacht van het derde middenvoetsbeen is echter driehoekig in dwarsdoorsnede, als bij de alvarezsauriden.

## Fylogenie
Xiyunykus is in de Alvarezsauria geplaatst, in een basale positie, als zustersoort van Tugulusaurus. Helemaal zeker is dat niet: beklemtoond werd dat Xiyunykus in de schedel maar liefst acht afgeleide kenmerken deelt met de Ornithomimosauria, welke dan allemaal een geval zouden moeten zijn van parallelle evolutie en homoplasie. In principe zouden dus kenmerken uit het nog onbekende deel van het skelet de soort al snel als een ornithomimosauriër kunnen doen uitvallen. De plaatsing in de Alvarezsauria paste in ieder geval goed bij het in hetzelfde artikel benoemen van een meer afgeleide alvarezsauriër: Bannykus. Opmerkelijk is ook dat niet het meer gebruikelijke begrip Alvarezsauroidea wordt toegepast.
Daarnaast is ook de nauwe verwantschap met Tugulusaurus onzeker. Dat ze in de analyse als zustersoorten uitvielen, kwam maar door één synapomorfie, gedeeld afgeleid kenmerk: een overdwars smalle opgaande tak van het sprongbeen. De vele gevonden verschillen konden daaraan niet afdoen want die betreffen alle anatomische kenmerken die niet in de, al bestaande, gegevensmatrix waren opgenomen. Een verbetering van de matrix, wat buiten de opzet van het beschrijvende artikel viel, zou dus een afwijkende stamboom kunnen opleveren.
Het bestaan van Xiyunykus zou een aanwijzing zijn dat de alvarezsauriërs in Azië geëvolueerd zijn en pas later andere continenten koloniseerden.